# Caridad (ort i Honduras, Departamento de Valle, lat 13,83, long -87,69)
Caridad är en ort i Honduras.   Den ligger i departementet Departamento de Valle, i den sydvästra delen av landet, 60 km sydväst om huvudstaden Tegucigalpa. Caridad ligger 177 meter över havet och antalet invånare är 3 542.
Terrängen runt Caridad är varierad. Runt Caridad är det ganska tätbefolkat, med 100 invånare per kvadratkilometer. Närmaste större samhälle är Aguanqueterique, 14,2 km norr om Caridad. Omgivningarna runt Caridad är en mosaik av jordbruksmark och naturlig växtlighet.